# هاچاتپه‌سی
هاچا تپه سی در شهرستان گرمی، روستای نقاره واقع شده و این اثر در تاریخ ۲۵ اسفند ۱۳۴۵ با شمارهٔ ثبت ۶۲۶ به‌عنوان یکی از آثار ملی ایران به ثبت رسیده است.